# Modèle d'appariement
Le modèle d'appariement (ou théorie du « matching ») est un modèle économique permettant d'expliquer les déséquilibres du marché du travail par des fondements microéconomiques. Il permet également d'expliquer la coexistence du chômage et d'emplois non pourvus. Il a été mis au point par Christopher Pissarides en 1979.

## Historique
Les années 1970 et les années 1980 voient l'intensification de la recherche économique sur les questions liées au chômage et au marché de l'emploi, à une époque où le chômage de masse devient courant en Occident. Le modèle WS-PS de la nouvelle économie keynésienne, notamment, cherche à expliquer le niveau du chômage d'équilibre par une analyse de l'effet de la négociation salariale et du niveau des salaires. La théorie de la recherche d'emploi tente d'expliquer le chômage frictionnel par le comportement des agents économiques, mais ne prend que peu en compte des facteurs institutionnels et structurels. 
Plusieurs économistes cherchent alors à cette époque à comprendre comment le chômage peut coexister avec des emplois non pourvus. En 1944, la courbe de Beveridge avait montré un rapport positif entre la croissance économique (la baisse du chômage) et l'augmentation des emplois vacants. L'explication macroéconomique était alors que lorsque l'économie crée plus d'emplois qu'elle n'en détruit, cela a pour effet que le taux d'emplois vacants augmente. Toutefois, la courbe de Beveridge manquait de fondations microéconomiques, l'auteur n'ayant pas abouti à des conclusions solides concernant les causes des difficultés d'appariement entre chômeurs et emplois non pourvus au niveau micro. 
En 1979, Christophe Pissarides publie un article qui fonde un nouveau modèle explicatif des défauts d'appariement entre offre et demande de travail. Comme Beveridge, Pissarides observe que les pays qui ont du chômage ont également des emplois vacants, voire une pénurie de main d’œuvre dans certains secteurs, ce que le modèle WS-PS n'intègre pas. Il donne une fondation microéconomique à l'observation de Beveridge en utilisant ou développant des concepts microéconomiques, comme l'asymétrie d'information, les rigidités, etc.
Il développe complètement son modèle en 2000, dans un livre appelé Equilibrium Unemployment Theory. Dale Mortensen a également fortement contribué à ce modèle, en coopération avec Pissarides.

## Fondements
Le modèle d'appariement ne fait pas réellement dépendre le chômage du niveau de la demande d'emploi. Le modèle met au contraire l'accent sur la capacité des institutions du marché du travail à mettre en adéquation l'offre et la demande de travail. Il montre que sur les marchés, des frictions (comme l'imperfection de l'information, la rigidité des facteurs de production, le coût de prospection, etc.) empêchent le prix de jouer son rôle d'ajustement spontané. 
Afin de montrer cela, le modèle part du postulat que l'offre de travail est différenciée, c'est-à-dire que les agents économiques sur le marché du travail sont hétérogènes, selon leurs compétences et qualifications. Aussi, l'appariement est le fait d'un processus de tâtonnement : la correspondance entre un poste et un travailleur ne va pas de soi, et prend du temps. Le modèle postule que le chômeur est un agent rationnel qui détermine son niveau d'effort dans la recherche de l'emploi dans le but d'optimiser son revenu permanent, qui est fonction des gains qu'il reçoit en restant chômeur par rapport à ceux qu'il recevrait en obtenant un emploi.
Un paramètre majeur de la fonction d'appariement est l'effort consenti par le chômeur à la recherche d'emploi, par le biais de candidatures répétées, de démarches auprès des agences d'embauche, etc. Sandra Pellet écrit ainsi que « le nombre d’emplois créés est fonction du nombre de chômeurs, pondéré par l’effort qu’ils consacrent à leur recherche d’emploi, et du nombre d’emplois vacants, pondéré par l’effort de recherche des entreprises (publicité, campagne de recrutement...) ».

## Conclusions

### Politiques publiques contre le chômage
La conclusion principale qui peut être tirée du modèle a trait à l'élaboration de politiques publiques de l'emploi. Le modèle permet de reconnaître l'importance du chômage frictionnel, de la difficulté de la recherche d'emplois, et des défaillances de marché liées à leur imperfection.

### Aménagement de la théorie néoclassique
Le modèle d'appariement est un aménagement de la théorie des marchés soutenue par la nouvelle économie classique. Il permet de lever les contradictions de la théorie classique en ce qu'il assure une explication rationnelle aux difficultés d'appariement et à la difficulté d'un ajustement par les prix du salaire. Ce modèle peut ainsi expliquer un chômage involontaire distinct du chômage volontaire soutenu par la NEC.

## Critiques et postérité

### Lacune explicative du chômage structurel
Sandra Pellet souligne que si le modèle donne une fondation au chômage frictionnel involontaire, il peine à expliquer le chômage structurel, et notamment celui de long terme. Il laisse supposer l'existence de facteurs plus structurants que ceux soulignés par les auteurs du modèle.

### Récompenses
Les travaux de Pissarides et Mortensen ont été récompensés par le Prix de la Banque de Suède en sciences économiques en mémoire d'Alfred Nobel en 2010.